# Katrin Rafalski

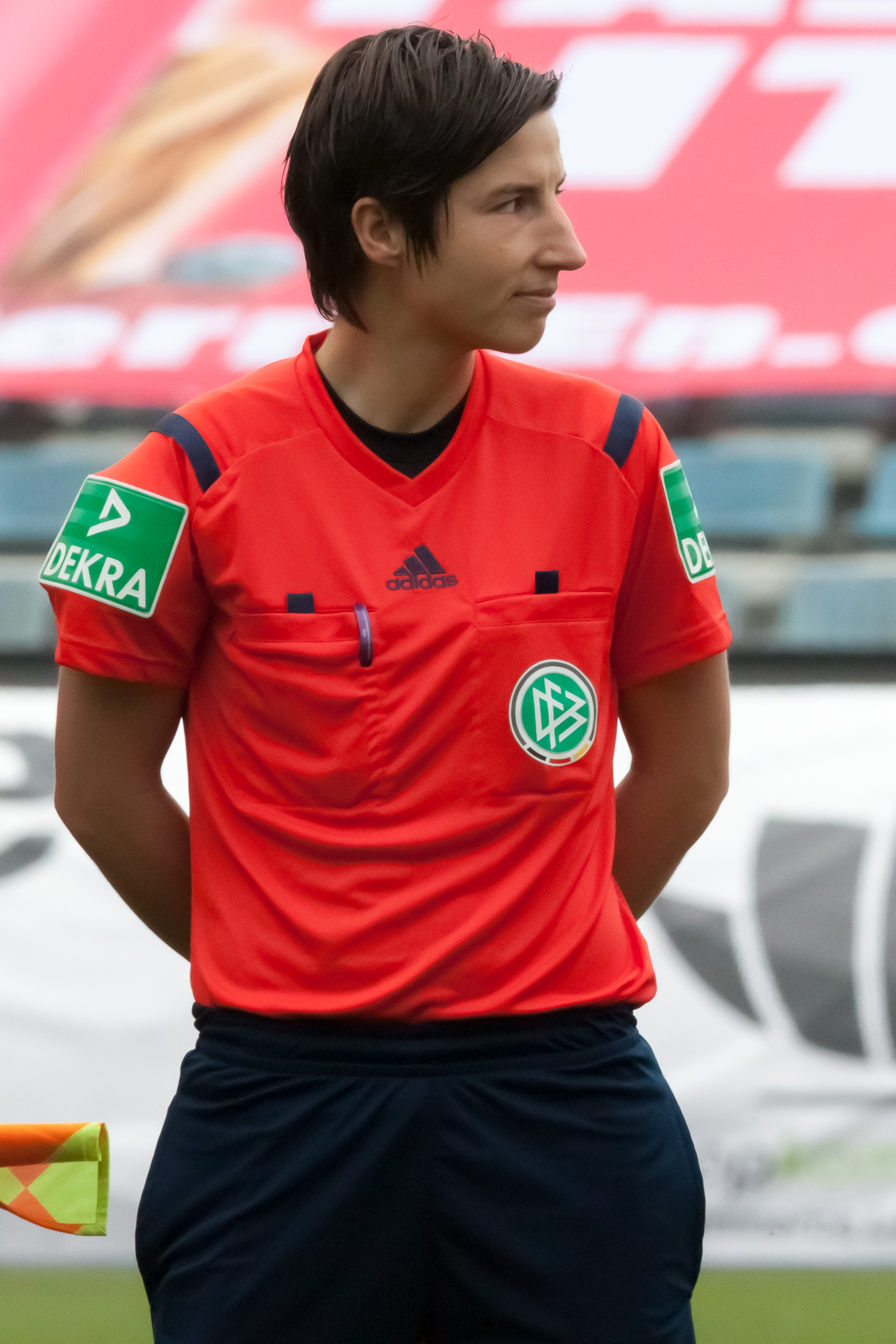
Katrin Rafalski (2014)

Katrin Rafalski (* 4. Februar 1982) ist eine deutsche Fußballschiedsrichterin. Sie pfeift für den Verein TSV Besse.

## Werdegang
Rafalski ist seit 1996 Schiedsrichterin. Sie spielte zunächst selber Fußball und war Torhüterin bzw. Mittelfeldspielerin bei der SG Gilsa/Jesberg. Höchste Spielklasse als Spielerin war die Hessenliga. Nachdem sie ihre Spielerkarriere wegen einer gebrochenen Schulter freiwillig beendet hatte, setzte sie ihre Prioritäten auf die Schiedsrichterei. Im Jahre 2006 leitete sie Spiele der 2. Frauen-Bundesliga, ein Jahr später schaffte sie direkt den Sprung in die Frauen-Bundesliga. 2010 schaffte sie den Sprung auf die FIFA-Liste.
Beim DFB-Pokalfinale der Frauen 2009 wurde sie als Schiedsrichter-Assistentin eingesetzt. Seit dem 1. Januar 2010 ist sie FIFA-Schiedsrichter-Assistentin. Rafalski wurde als solche für die U-20-Weltmeisterschaft der Frauen in Deutschland bei einem Vorrundenspiel und einem Viertelfinalspiel eingesetzt. Am 15. April 2011 erfolgte ihre Nominierung als Assistentin für die im Sommer 2011 in Deutschland stattfindende Weltmeisterschaft der Frauen zusammen mit Marina Wozniak aus Herne (ebenfalls Assistentin) und der Schiedsrichterin Bibiana Steinhaus. Bei den Frauenfußballwettbewerben der Olympischen Sommerspiele 2012 war sie ebenfalls zusammen mit Marina Wozniak Schiedsrichter-Assistentin von Bibiana Steinhaus. Dort unterstützte sie Steinhaus unter anderem im Finale.

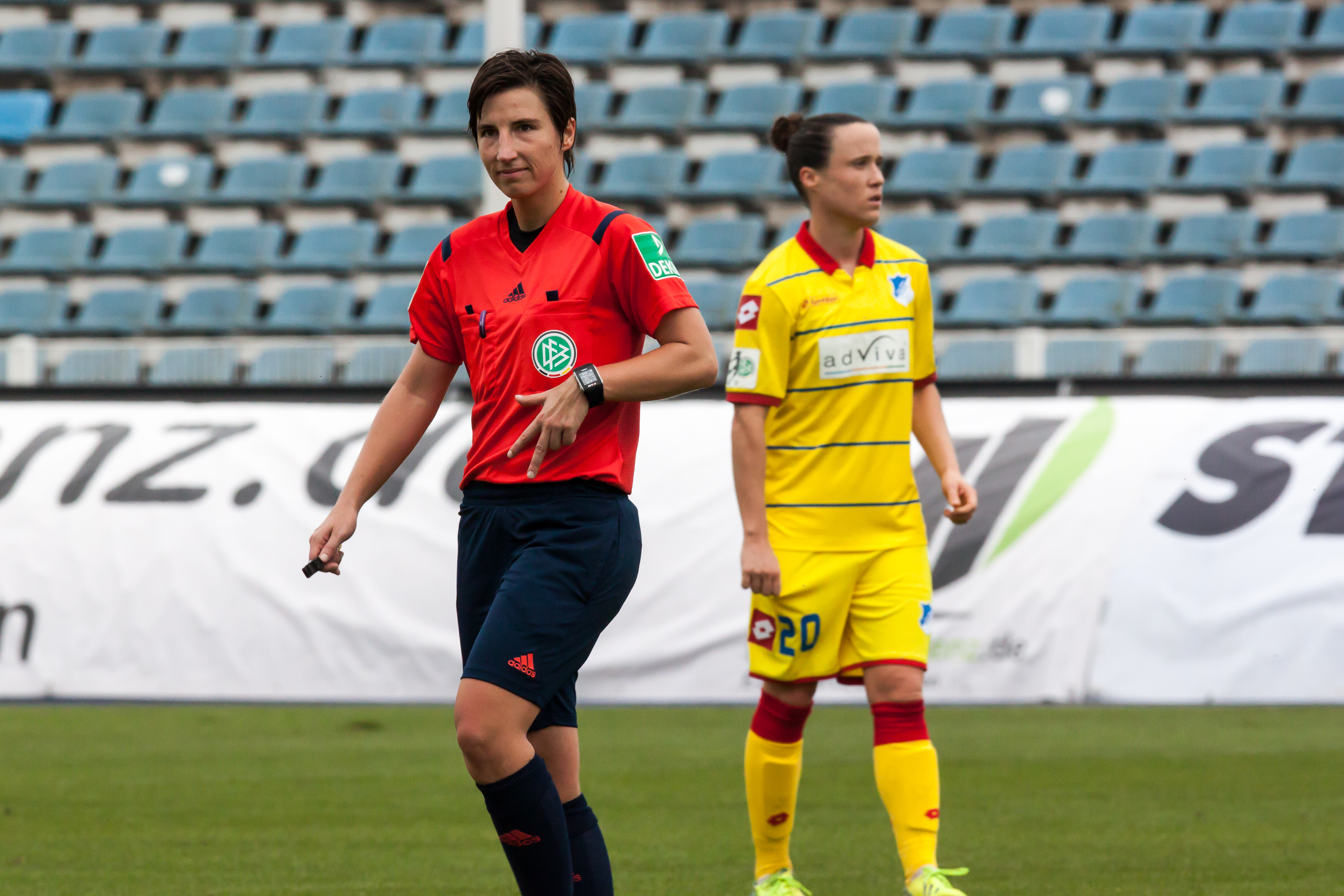
Katrin Rafalski zeigt 3 Minuten Nachspielzeit an

Vom DFB wurde Rafalski am 23. April 2013 für das Finale im DFB-Pokal zwischen dem VfL Wolfsburg und dem 1. FFC Turbine Potsdam als Schiedsrichterin in Köln eingesetzt.
Im Mai 2014 wurde sie für die im August 2014 stattfindende U-20-Fußball-Weltmeisterschaft der Frauen als Schiedsrichter-Assistentin nominiert.
Im März 2015 wurde sie als Schiedsrichterassistentin für die Frauen-WM 2015 nominiert. Dort assistierte sie mit ihrer Kollegin Marina Wozniak am 11. Juni Schiedsrichterin Bibiana Steinhaus beim Spiel des Gastgebers Kanada gegen Neuseeland, das nach vier Minuten wegen eines Unwetters für ca. 30 Minuten unterbrochen werden musste. Zudem wurde sie zusammen mit Wozniak als Assistentin der Ungarin Katalin Kulcsár für das Spiel zwischen China und Neuseeland am 15. Juni nominiert.
Im Männerbereich pfiff Rafalski in den Saisonen 2018/19 und 2019/20 in der 3. Liga und ist seit 2016 Assistentin in der 2. Fußball-Bundesliga und damit als vierte Frau nach Gertrud Regus, Bibiana Steinhaus und Nicole Schumacher als Schiedsrichterassistentin in einer der beiden Bundesligen aktiv. Seit 2019 wird Rafalski regelmäßig als VAR in der 2. Bundesliga eingesetzt, seit 2022 in der 1. Bundesliga.
Am 3. Dezember 2018 wurde sie als Schiedsrichterassistentin für die Fußball-Weltmeisterschaft der Frauen 2019 nominiert, wo sie im Spiel Frankreich gegen Norwegen als Assistentin von Bibiana Steinhaus eingesetzt wurde.
Im April 2022 wurde Rafalski als Schiedsrichterassistentin von Riem Hussein für die Europameisterschaft der Frauen 2022 in England nominiert. Auch bei der Fußball-Weltmeisterschaft 2023 hat sie als Assistentin fungiert.
Nach der Saison 2024/25 beendete sie ihre Karriere in der Frauen-Bundesliga.

## Einsätze als Assistentin bei internationalen Turnieren

### Einsätze bei der Weltmeisterschaft 2019 in Frankreich
| Gruppe A, 12. Juni 2019, 21:00 Uhr in Nizza |   |          |           |
| Frankreich                                  | – | Norwegen | 2:1 (0:0) |

### Einsätze bei der Europameisterschaft 2022 in England
| Gruppe A, 11. Juli 2022, 21:00 Uhr in Brighton |   |          |           |
| England                                        | – | Norwegen | 8:0 (6:0) |

## Privates
Hauptberuflich arbeitet Rafalski als röntgentechnische Assistentin.

## Auszeichnungen
- DFB-Schiedsrichterin des Jahres 2015[15]

- DFB-Schiedsrichterin des Jahres 2022[16]